# Ozarba schreieri
Ozarba schreieri is een vlinder van de familie van de uilen (Noctuidae). De wetenschappelijke naam van deze soort is voor het eerst voorgesteld als Oedicodia schreieri door Hermann Hacker en Michael Fibiger in een publicatie uit 2006.
De soort komt voor in Jemen.